# Perosillo
Perosillo település Spanyolországban, Segovia tartományban. Perosillo Frumales, Olombrada, Cozuelos de Fuentidueña, Adrados és Hontalbilla községekkel határos. Lakosainak száma 20 fő (2024).

## Népesség
A település népessége az elmúlt években az alábbi módon változott:
| Lakosok száma | 32   | 26   | 23   | 25   | 21   | 18   | 16   | 16   | 16   | 20   |
|               | 2001 | 2004 | 2007 | 2009 | 2012 | 2014 | 2017 | 2019 | 2022 | 2024 |